# 高槻市立樫田小学校
高槻市立樫田小学校（たかつきしりつ かしだしょうがっこう）は、大阪府高槻市大字田能小字岡崎に位置する公立小学校。
高槻市最北端の山間部に位置する小規模校である。地域を素材とした体験学習の実施や、国際理解教育、情報発信能力の育成などを重視している。
2002年9月に高槻市教育委員会より特認校の指定を受けており、通学区域外からの入学や転学が可能である。
1995年3月まで高槻市立第五中学校を併設していた。

## 沿革
- 1874年4月 - 東掛（とうげ）校・田能分校として、京都府南桑田郡樫田村に発足。
- 1903年4月 - 京都府乙訓郡大原野村大字外畑・大字出灰両地区（現・京都市西京区大原野外畑町・大原野出灰町）の児童を委託される。
- 1910年4月 - 種善尋常小学校と改称。
- 1941年4月 - 国民学校令により、南桑田郡樫田国民学校と改称。
- 1947年4月 - 学制改革により、樫田村立樫田小学校と改称。
- 1954年3月 - 講堂兼体育館落成。
- 1958年4月 - 京都府南桑田郡樫田村が大阪府高槻市へ編入されたことに伴い、高槻市立樫田小学校と改称。
- 1960年9月 - 校歌制定。
- 1961年3月 - 運動場完工。
- 1968年7月 - プール完成。
- 1999年2月 - 体育館完成。
- 1999年7月 - プール完成。
- 2002年9月 - 高槻市教育委員会から特認校に指定される。
- 2003年4月 - 特認校制度による児童の受け入れをスタート。
- 2004年8月 - 大韓民国利川市立戸法初等学校と姉妹校協定を結ぶ。

## 通学区域
- 高槻市 大字田能、大字中畑、大字出灰、大字二料、大字杉生。
- 京都市西京区大原野出灰町、大原野外畑町（京都市から委託を受けている）

卒業生は基本的に高槻市立第九中学校へ進学する。

## 交通
- 高槻市営バス 樫田校前バス停。
- 東海道本線（JR京都線） 高槻駅 北へ約16km。
- 山陰本線（嵯峨野線） 亀岡駅 南へ約10km。